# Инвалидност као последица оштећења важног дела тела или важног органа
Инвалидност као последица оштећења важног дела тела или важног органа настаје када услови рада или живота, без обзира на мере заштите на раду или у свакодневном животу, утичу на здравствено стање и радну способност запосленог, или даљи живот у толикој мери да је након наставка рада или неравилног живота у одређеним околностима, у догледно време наступила инвалидност. При томе, треба имати у виду да се опасност од наступања инвалидности може да препозна у оквиру заштите запослених, или заштите укућана унутар једног домаћинства.

## Полазне основе
Уколико је здравље нарушено, без обзира да ли су узрочници унутрашњи (ендогени) или спољашњи (егзогени), у медицинској пракси на основу анамнезе (подаци које даје пацијент), прегледа и дијагностичких поступака се дефинише тренутно стање, било као болест или траума (повреда, насилно оштећење тела искључиво под дејством спољашних фактора), или као коначни исход нарушеног здравља - дефинише се настанак инвалидитета као последица оштећење важног дела тела или важног органа.
У зависности од тока и прогнозе обљења, трауме, настале промене могу бити привремене или трајне, а последице се могу рефлектовати на човеково функционисање. Функционисање је заједнички термин који обухвата свеукупну човекову активност, његове физичке (телесне) функције, менталне функције и социјалну активност и учествовање. Смањена и/или ограничена функционалност у смислу активности или рестрикција у учествовању доводи се у везу са терминима инвалидитета односно хендикепа.проф. др Романа Романов, Концепт инвалидности и категоризација спортиста са инвалидитетом, Факултет за спорт и туризам, EDUCONS Универзитет Нови Сад, 2020, стр.10

## Оштећење важног дела тела или важног органа
Важан део тела или важан орган је онај део организма; ...који представља природну целину и има самосталну функцију у склопу целокупног организма (горњи удови, посебно шаке, доњи удови, посебно стопала, генеративни и коитусни делови полних органа, органи чула...
Приликом квалификације инвалиидитета, у односу на важност дела тела и органа у организму, вештаци медицине користе се следећим елеменатима.
- који део тела или орган је повређен
- колики је степен оштећења тела (самог повређеног дела тела и целог организма)
- трајање тог оштећења.

На основу ових критеријума у свакодневној судској пракси примењују се следећа квалификације, у односу на важност дела тела или органа у организму;
- важан део тела или важан орган је тешко ослабљен, привремено или трајно, али у благом степену,
- трајно и знатно је ослабљен неки део тела или орган који није нарочито важан,
- важан део тела или важан орган је незнатно ослабљен у кратком периоду и без икаквих последица
- мање важан део тела или орган је незнатно оштећен, привремено, знатно или трајно.

## Оштећење здравља
Овај квалификаторни елемент инвалидности односи се на такво оштећење телесног и/или душевног здравља које је наступило услед повреде, и наглашава да у овом контексту нарушење здравља не треба поистоветити са болешћу, пошто оно треба да буде последица повреде. Пример за оваква оштећења здравља је; радијациона повреда (повреда настала зрачењем) која узрокује аплазију костне сржи и следствено тешко и трајно оштећење здравља, затим посттрауматска епилепсија, посттрауматска психоза и др.
На основу медицинских критеријума инвалидитет настао као последица оштећење здравља се разврстава у следеће категорије;
- тешко и трајно оштећење здравља (спонтано оздрављење се не може очекивати у неком извесном временском периоду),
- тешко и пролазно оштећење здравља,
- лако и краткотрајно оштећење здравља.